# John Ekelund (konstnär)
John Vilhelm Herbert Ekelund, född 23 mars 1905 i Katarina församling, Stockholm, död 22 december 1987 i Härnösands domkyrkoförsamling, Härnösand, var en svensk målare och illustratör. 
Han var son till grosshandlaren Johan Ekelund och Vilhelmina Johansson och från 1945 gift med Mimi Karin Forslund. Ekelund studerade vid Tekniska skolan i Stockholm 1924-1925, Althins målarskola 1926, Blombergs målarskola 1926 och figurteckning vid Konsthögskolan 1926-1927, dessutom studerade han dekorationsmåleri för Filip Månsson 1926. Separat ställde han ut i Stockholm ett flertal gånger och han medverkade i samlingsutställningar i norra Sverige. Bland hans offentliga arbeten märks tak och väggdekorationer för medborgarhuset i Mjällom och en korsfästelsescen för Norrfjällsvikens kapell. Hans konst består av skildringar från det norrländska näringslivet samt figurala och bibliska motiv. Som illustratör medverkade han i dags- och veckopressen. Ekelund är representerad med oljemålningen Madonnan och barnet i Gustav VI Adolfs konstsamling.